# Holubné (Zarichne)
Holubné (ucraniano: Голубне́) es un pueblo de Ucrania, constituido administrativamente como una pedanía del asentamiento de tipo urbano de Zarichne, en el raión de Varash de la óblast de Rivne.
En 2001, el pueblo tenía una población de 136 habitantes.
Se ubica unos 2 km al norte de Novoríchytsia.

## Historia
Antes de la fundación del actual municipio de Zarichne en 2020, el pueblo era una pedanía del consejo rural de Novoríchytsia, en el raión de Zarichne.